# Women in prison
Women In Prison (сокр. WIP, с англ. — «женщины в тюрьме») — подраздел эксплуатационного кино, в котором повествуется об издевательствах над женщинами в местах лишения свободы (концлагеря, тюрьмы и т. п.).

## Сюжеты фильмов
Фильмы про женщин за решёткой снимались и в 1960-х годах, и раньше. Ранние фильмы, эксплуатирующие эту тематику, были в основном моралистичными драмами о тяготах тюремной жизни. В 1970-е годы после снятия табу с определённых тем они стали более откровенными и садистскими. Пик популярности WIP-фильмов пришёлся на 1970-е и 1980-е годы. До 1970-х самыми активными в производстве WIP-фильмов были американцы, но постепенно тематика стала популярной и среди продюсеров и режиссёров Южной Америки, Италии и Юго-Восточной Азии.
Рассматриваются разнообразные аспекты человеческой сексуальности, изображаются сексуальные отклонения или извращения: садизм, мазохизм, фетишизм, иногда с соответствующими атрибутами тоталитарной обстановки, если действие происходит в нацистских лагерях. Порой разграничить эти поджанры сложно, в связи с чем некоторые фильмы Women In Prison оказываются в списках эксплуатационных фильмов жанров Sexploitation и Nazi-exploitation.
Сюжеты фильмов, как правило, похожи один на другой. В большинстве из них использовался набор выработанных за годы съёмок подобных фильмов клише. Во всех фильмах были обязательная массовая сцена в душе, женские драки, лесбиянство, коррумпированный начальник или начальница тюрьмы с сексуальными отклонениями, нередко торгующий своими заключёнными. Порою эти фильмы сложно отличить от обыкновенной порнографии.

### Категории
Сюжеты фильмов тоже можно разделить на две категории:
1. В ряде фильмов женщины попадали в тюрьму по приговору законного суда, и в таком случае речь в фильмах шла, как правило, о молодой неопытной девушке, которая попала в тюрьму по ошибке, за чужое преступление («Девочки в тюрьме»), либо взявшая на себя вину за чужое преступление («Женщины в ярости»), либо совершившая вынужденное преступление («Невольные пташки»). Это более соответствует названию жанра, так как, по идее, тюрьма (prison) — это место исполнения закона, и попасть туда можно только по законной санкции.
2. В другой категории фильмов женщины попадали не в тюрьмы, а незаконно лишались свободы отдельными лицами («Садомания») или государством с тоталитарным режимом в состоянии войны («Большая клетка для птиц») (частные публичные дома, плантации в Азии, Nazi-exploitation). Сюжет меняется, когда в месте лишения свободы оказывается проверяющий состояние тюрьмы (журналист или правозащитник), который, узнав о нарушениях закона в лагере, устраивает заключённым побег. В данном случае термин «тюрьма» не совсем уместен, так как если человека лишают свободы незаконно, то место, где он находится, не может называться тюрьмой в прямом смысле.

Почти всегда такие фильмы заканчиваются массовым побегом и полным уничтожением персонала лагеря.
К 1990-м годам популярность подобных фильмов пошла на спад. Кинокритик Сергей Меренков отмечает, что причиной этому стало однообразие всех WIP-фильмов. Но не все фильмы WIP отличались своей бессмысленной жестокостью и порнографичностью, среди них есть и избранные ленты (например, «Бангкок Хилтон»).
В последние десятилетия такие фильмы уже практически не снимают.

## Некоторые фильмы жанра WIP
- «99 женщин» («Der Heiße Tod», ФРГ-Великобритания-Италия-Испания, Хесус Франко, 1969)
- «Большая клетка для птиц» («The Big Bird Cage», США, Джек Хилл, 1972)
- «Чёрная мама, белая мама» («Black Mama, White Mama», США/Филиппины, Эдди Ромеро, 1973; фильм с элементами «блэксплойтэйшен»; в главных ролях Пэм Гриер и Маргарет Марков)
- «Women in Cell Block 7»
- «Клетка» — российский телесериал, в главной роли Ирина Апексимова.
- «Куколки за колючей проволокой» («Frauengefängnis», Швейцария, Хесус Франко, 1975)
- «Ильза — свирепая тюремщица» («Greta — Haus ohne Männer», США, ФРГ, Швейцария, Хесус Франко, 1977)
- «Садомания» («Sadomania», Германия-Испания, Хесус Франко, 1980)
- «Женщины за решёткой» («Chained Heat», США/ФРГ, Пол Николас, 1983)
- «Женщины в ярости» («Women in Fury», Италия, Микеле Массимо Тарантини, 1985)
- «Девочки из исправительной колонии» («Reform School Girls», США, Том ДеСимон, 1986)
- «Девственницы из ада» («Virgins From Hell», Индонезия, Акил Анвари, 1987)
- «Под принуждением» («Contrainte par corps», Франция, Серж Леруа, 1988; в одной из главных ролей Витторио Меццоджорно. Фильм шёл в советском кинопрокате)
- «Невольные пташки», («Caged Hearts», США, Генри Чарр, 1995)
- «Малолетка» (Jailbait, США, 2014)
- «Женская тюряга», (СССР, 1991)

## Интересные факты
- В фильмах WIP появилась даже постоянная героиня — надзирательница Ильза в исполнении Дайан Торн, о которой снято 4 фильма.
- В 1986 году вышел пародийный фильм «Девушки из исправительной колонии», в котором высмеивалась порнографичность и жестокость, свойственная жанру WIP.